# KoLiber
Stowarzyszenie KoLiber – ogólnopolskie stowarzyszenie konserwatywno-liberalne skupiające głównie studentów i przedsiębiorców. KoLiber stawia sobie za cel: wspieranie ochrony własności, rządów prawa, wolności gospodarczej, odpowiedzialności za własny los oraz silnego i bezpiecznego państwa.

## Geneza
Nazwa „KoLiber” pochodzi od określeń „konserwatywny” i „liberalny”, ponieważ Stowarzyszenie promuje konserwatyzm światopoglądowy oraz liberalizm gospodarczy. Według Deklaracji Ideowej KoLiber dąży do: realizacji idei wolnego społeczeństwa, całkowitego poddania gospodarki mechanizmom rynkowym, obrony suwerenności państwowej, stworzenia „silnego państwa minimum” opartego na rządach prawa, rozwoju samorządności, poszanowania tradycji i historii i uznania szczególnej roli rodziny.
Stowarzyszenie powstało 26 stycznia 1999 jako Sekcja Młodzieżowa Oddziału Stołecznego Unii Polityki Realnej, zwana nieformalnie „Warszawskim KoLibrem”. Od 25 listopada 1999 jest niezależną organizacją (zarejestrowaną sądownie 17 kwietnia 2000). Początkowo nosiło nazwę Stowarzyszenie Konserwatywno-Liberalne „KoLiber”, po kilku latach Konwent Stowarzyszenia uprościł nazwę do formy „Stowarzyszenie KoLiber”.

## Działalność
Stowarzyszenie KoLiber promuje ideologię konserwatywno-liberalną licznymi drogami. Jego członkowie są więc aktywni organizując różne akcje nie tylko o charakterze politycznym, ale też na wielu innych polach. 
(W poniższym zestawieniu zostały przedstawione poszczególne inicjatywy Stowarzyszenia w porządku od najnowszych do najstarszych)

### Ekonomia
- W marcu 2020 w związku z epidemią koronawirusa i rozpoczynającymi się jej konsekwencjami gospodarczymi organizacja zainicjowała akcję wsparcia przedsiębiorców gastronomicznych „#KupNaWynos”[1] oraz akcję wystosowywania listów do włodarzy miast z apelem o wprowadzenie ulg w czynszach miejskich lokali na czas trwania epidemii[2].
- W marcu 2017 KoLiber zorganizował akcję „Stop Jednolitej Cenie Książki” postulując objęcie wszystkich książek zerową stawką podatku VAT zamiast planowanego wówczas ujednolicenia cen poszczególnych książek u sprzedawców końcowych.
- Wiosną 2014, przy współpracy z Fundacją Instytut Misesa, Stowarzyszenie zainicjowało projekt „Lekcje Ekonomii dla Młodzieży”. W jego ramach przeszkoleni członkowie przeprowadzają w wybranych szkołach średnich lekcje ekonomii. Podczas pierwszej edycji akcji były to 144 lekcje w 11 miastach w których udział wzięło ok. 1600 uczniów. Stowarzyszenie otrzymało m.in. za ten projekt Nagrodę Gospodarczą Związku Przedsiębiorców i Pracodawców[3].
- W styczniu 2013 ruszyła „Akademia KoLibra” – konkurs ekonomiczny skierowany do uczniów szkół średnich. W jego ramach młodzi ludzie mogli dotychczas posłuchać wykładów m.in. prof. Leszka Balcerowicza, prof. Roberta Gwiazdowskiego, Adama Sadowskiego i Cezarego Kaźmierczaka.
- W czerwcu 2012 KoLiber po raz pierwszy zorganizował „Dzień Dziecka Zadłużonego” – akcję mającą na celu uświadamianie społeczeństwa na temat rosnącego długu publicznego[4].
- Od września 2011 Stowarzyszenie prowadzi „Lekcje Ekonomii dla Dzieci” – projekt skierowany do uczniów szkół podstawowych. Zajęcia mają na celu zrozumienie przez dzieci podstawowych procesów ekonomicznych zachodzących w gospodarce oraz zastosowanie zdobytej wiedzy w życiu codziennym.
- W lipcu 2010 organizacja zainicjowała projekt „Polska bez długu”[5], postulujący wpisanie zakazu dalszego zadłużania kraju do Konstytucji RP.
- W 2001 KoLiber pomagał w kampanii promującej nowe przepisy podatkowe zaproponowane przez Centrum im. Adama Smitha.
- Od 2001 Stowarzyszenie regularnie organizuje obchody Międzynarodowego Dnia Kapitalizmu.

### Historia
- Stowarzyszenie zainicjowało w Rawiczu obchody 1000-lecia koronacji Bolesława Chrobrego na pierwszego króla Polski[6].

- W lipcu 2024 dzięki staraniom prezesa oddziału Rawicz Marcina Trawki odsłonięto tablicę upamiętniającą ofiary rzezi wołyńskiej[7][8].

- W czerwcu 2019 lubelski oddział Stowarzyszenia zorganizował pierwszy „Toast za Unię Lubelską”. Wydarzenie obejmowało wykład historyczny, koncert muzyki renesansowej i bankiet[9].
- W listopadzie 2018 kaliski oddział KoLibra wraz ze Związkiem Harcerstwa Rzeczypospolitej zorganizował po raz pierwszy Sztafetę Ojców Niepodległości – 123-kilometrowy bieg z biało-czerwoną flagą, którą kolejni jego uczestnicy przekazują sobie po pokonaniu wybranego wcześniej odcinka wspólnego dystansu.
- Od marca 2018 Stowarzyszenie włączyło się w różnych miastach Polski do organizacji corocznego Biegu Pamięci Żołnierzy Wyklętych „Tropem Wilczym”[10][11].
- W grudniu 2015 KoLiber zainicjował projekt „Być jak − czyli KoLibrowe spotkania z historią” − serię gotowych konspektów lekcyjnych do wykorzystania w ramach zajęć z historii lub wiedzy o społeczeństwie w szkołach średnich, przedstawiających życiorysy m.in.  Witolda Pileckiego, Stefana Kisielewskiego, Anny Walentynowicz czy Ferdynanda Ossendowskiego[12]. Od października 2018 projekt odbywa się przy współpracy z Fundacją Polska Jutra[13].
- Przed październikowymi wyborami parlamentarnymi w 2015 Stowarzyszenie przeprowadziło akcję „Pogońmy bolszewików z parlamentu”, w ramach której zachęcał kandydatów do Sejmu i Senatu do publicznego zobowiązania się do działań na rzecz dekomunizacji przestrzeni publicznej. Pod zobowiązaniem podpisało się kilkudziesięciu kandydatów[14].
- Przed listopadowymi wyborami samorządowymi w 2014 organizacja przeprowadziła akcję „Pogońmy bolszewików z samorządu”, w ramach której zachęcał kandydatów do władz lokalnych do publicznego zobowiązania do działań na rzecz dekomunizacji przestrzeni publicznej[15][16]. Pod zobowiązaniem podpisało się kilkuset kandydatów do różnych szczebli samorządów[17].
- W czerwcu 2014 wrocławski oddział KoLibra zorganizował marsz w obronie osób skazanych za przerwanie wykładu Zygmunta Baumana oraz związaną z tym wydarzeniem akcję „Wszystkich nas nie zamknięcie”[18].
- W maju 2014 Stowarzyszenie przeprowadziło konkurs dla uczniów i studentów „Anatomia kata”, którego uczestnicy pisali prace o nierozliczonych zbrodniach reżimu komunistycznego wobec podziemia niepodległościowego[19].
- W lutym 2014 organizacja rozpoczęła wraz z innymi organizacjami młodej prawicy inicjatywę pamięci o Żołnierzach Wyklętych „Upominamy się o Was”[20].
- W lipcu 2013, w odpowiedzi na pomysł środowisk lewicowych, które chciały upamiętnić zasługi Wojciecha Jaruzelskiego z okazji jego 90. urodzin, KoLiber wraz ze Studentami dla Rzeczypospolitej, Młodymi dla Polski i Fundacją Sapere Aude, przygotował „Prawdziwą «księgę zasług» Wojciecha Jaruzelskiego”. Publikacja została dołączona później do jednego z numerów tygodnika „Gazeta Polska”[21].
- W lutym 2012 organizacja zainicjowała akcję „Goń z pomnika bolszewika”, rozpoczynając kampanię na rzecz usunięcia z przestrzeni publicznej komunistycznych pomników oraz zmiany nazw ulic i placów, które noszą nazwy związane z komunizmem[22][23]. W jej ramach Stowarzyszenie zgłosiło postulaty m.in. zmiany nazwy Alej Armii Ludowej w Warszawie na Aleję Narodowych Sił Zbrojnych[24] czy przeniesienia Pomnika Braterstwa Broni z warszawskiego Placu Wileńskiego na Cmentarz Mauzoleum Żołnierzy Radzieckich, czemu poparcia udzielili m.in. minister kultury, Rada Ochrony Pamięci Walk i Męczeństwa, wojewoda mazowiecki i rada dzielnicy Praga-Północ[25]. Stowarzyszenie protestowało również przeciwko sfinansowaniu z funduszy województwa podkarpackiego uroczystości upamiętniających Karola Świerczewskiego[26]. W skład komitetu poparcia inicjatywy „Goń z pomnika bolszewika” weszło wielu działaczy opozycji z okresu PRL, historyków i ludzi kultury[27][28][29]. W ramach akcji, w 2017 roku KoLiber wraz z Kołem Naukowym Badawczym GIS Politechniki Warszawskiej oraz Instytutem Pamięci Narodowej stworzył serwis Zmianynazwulic.pl pozwalający na bieżąco monitorować, ile jeszcze pozostało do całkowitego usunięcia z przestrzeni publicznej reliktów komunizmu[30].
- W lutym 2012 Stowarzyszenie weszło także w skład Społecznego Komitetu Obchodów Narodowego Dnia Pamięci „Żołnierzy Wyklętych”[31][32][33].
- W lutym 2012 oddział stowarzyszenia w Poznaniu zorganizował pierwszą edycję „Toastu za Zwycięstwo”; wydarzenie ma na celu radosne świętowanie kolejnych rocznic zakończenia powstania wielkopolskiego (1918–1919)[34].
- Od 2009 KoLiber współorganizuje odbywające się w wielu miastach Polski coroczne marsze upamiętniające rocznicę urodzin rtm. Witolda Pileckiego[35][36][37]
- W grudniu 2008 Stowarzyszenie zorganizowało akcję przeciwko sieci komórkowej Play, w związku z wykorzystaniem przez tę firmę postaci Che Guevary w kampanii reklamowej[38].

### Działalność doradcza i ekspercka
Pod koniec 2012 powołano Centrum Analiz KoLibra, którego celem jest analizowanie zagadnień życia publicznego i tworzenie raportów dotyczących ważnych kwestii społeczno-politycznych.
- Opublikowane dotychczas przez Centrum raporty:
  - „Estoński CIT”[39]
  - „Gospodarka w czasach pandemii” (marzec 2020)[40]
  - „Ustawa 2.0: Prawo o szkolnictwie wyższym i nauce – Komentarz” (marzec 2018)[41]
  - „Egzekucja wierzytelności w gospodarce” (marzec 2018; raport przedstawia propozycje prawne mające na celu ułatwienie wierzycielom egzekucję ich wierzytelności przy jednoczesnym zwiększeniu poziomu ochrony dłużników)[42]
  - „Zła zmiana. Negatywne konsekwencje zmiany czasu” (październik 2016)[43]
  - „VAT a budżet” (grudzień 2015)[44]
  - „Ustawa o książce – potencjalne skutki wprowadzenia w Polsce i kwestia regulacji rynku książki w Izraelu i Francji" (listopad 2015; raport jest analizą krytyczną projektu ustawy o jednolitej cenie książki)[45]
  - „Stan polskiego górnictwa” (luty 2015)[46].
  - „Demografia a system emerytalny” (marzec 2013; raport zawiera propozycję reformy emerytalnej; był on prezentowany m.in. na posiedzeniach Parlamentarnego Zespołu ds. Wolnego Rynku[47] i Senackiej Komisji Rodziny i Polityki Społecznej[48] oraz na Kongresie Republikańskim i Kongresie „Polska Wielki Projekt”, organizowanym przez Instytut Sobieskiego)[49]

- W czerwcu 2018 KoLiber wraz z Instytutem na Rzecz Kultury Prawnej Ordo Iuris oraz Konfederacją Inicjatyw Pozarządowych Rzeczypospolitej współorganizował w Warszawie I Forum Praw i Wolności[50].
- Przed wyborami prezydenckimi w 2015 Stowarzyszenie przygotowało wraz ze Studentami dla Rzeczypospolitej i Młodymi dla Polski program „Wizja dla młodego pokolenia”, który został przyjęty przez zwycięzcę wyborów Andrzeja Dudę[51]. W programie znalazły się takie postulaty jak: podwyższenie kwoty wolnej od podatku, wprowadzenie bonu wychowawczego, możliwość założenia firmy na próbę, obniżenie kosztów pracy, zmiany w zakresie polityki historycznej oraz zainicjowanie dyskusji nad radykalną reformą systemu emerytalnego[52]. Pisemne poparcie dla programu wyraził także przewodniczący Rady Programowej PiS prof. Piotr Gliński[53]. W lipcu 2015 członkowie kierownictwa KoLibra Tomasz Pułról i Piotr Mazurek zostali zaproszeni w roli niezależnych ekspertów do udziału w panelach dyskusyjnych podczas Konwencji Programowej Zjednoczonej Prawicy w Katowicach[54].

### Polityka
- W związku z aferą podsłuchową, w czerwcu 2014 Stowarzyszenie współorganizowało w Warszawie demonstrację przeciwko rządowi Donalda Tuska, domagając się jego dymisji[55].
- We wrześniu 2012 warszawski oddział KoLibra zainicjował cykl „Stołeczne Debaty Młodych” z udziałem przedstawicieli młodzieżówek partii politycznych.
- W sierpniu 2008 organizacja przeprowadziła kampanię „Gruzjo – nie jesteś sama”, która miała na celu wsparcie Gruzji w czasie wojny w Osetii Południowej i wyrażenie sprzeciwu wobec polityki prowadzonej przez Rosję na Kaukazie[56]. W jej ramach m.in. zorganizowano w wielu miastach Polski demonstracje solidarności z narodem gruzińskim[57][58].
- W maju 2007 Stowarzyszenie zorganizowało demonstracje poparcia dla Estonii, doszło bowiem do jej sporu z Rosją, który dotyczył demontażu sowieckiego pomnika w Tallinnie[59].
- W 2001 KoLiber zainaugurował na terenie całego kraju cykl poprzedzających referendum unijne eurosceptycznych konferencji „Uniokonstytucji – nie!” z udziałem m.in. Janusza Korwin-Mikke, Stanisława Michalkiewicza i Władimira Bukowskiego.
- Jednymi z pierwszych akcji zorganizowanych przez Stowarzyszenie były powitanie George’a Busha w Warszawie podczas jego pierwszej wizyty w Europie w czerwcu 2001[60] oraz pikieta w dzień po wrześniowym zamachu na WTC pod ambasadą Iraku manifestująca poparcie dla walki Amerykanów z międzynarodowym terroryzmem.

### Pozostałe
- W 2024 rawicki oddział KoLibra skutecznie przeprowadził działania mające na celu polepszenie sytuacji komunikacyjnej uczniów z powiatu rawickiego uczących się w Lesznie[61][62].

- Wiosną 2020 białostocki oddział KoLibra zainicjował akcję ekologiczną „Pszczela karma” polegającą na zachęcaniu do tworzenia przeznaczonych dla pszczół domowej roboty poidełek z wodą. Jej zwieńczeniem był zorganizowany w Białymstoku festyn edukacyjny[63].
- W kwietniu 2020 KoLiber opublikował nową wersję tzw. „Biblioteczki KoLibra”, czyli zestawienia polecanych przez stowarzyszenie książek[64].
- W grudniu 2018 poznański oddział Stowarzyszenia przeprowadził po raz pierwszy akcję charytatywną „Anielska Rocznica”, odbywającą się wówczas wokół 100. rocznicy wybuchu Powstania Wielkopolskiego. W jej ramach sprzedawano okolicznościowe plakaty-cegiełki i zbierano środki na leczenie chłopca chorującego na raka kości[65]. Druga edycja akcji odbyła się natomiast już wokół rocznicy odzyskania przez Polskę niepodległości i zaangażowała także inne oddziały. W jej ramach zbierano środki na leczenie kobiety chorującej na endometriozę głęboko naciekającą[66].
- W listopadzie 2016 kaliski oddział organizacji zainicjował pierwszą edycję „Kaliskiego Turnieju Debat” – rozgrywek w formie debat wzorowanych na oksfordzkich dla uczniów kaliskich szkół ponadpodstawowych[67].
- We wrześniu 2015 KoLiber zorganizował wraz z Młodymi dla Polski, Studentami dla Rzeczypospolitej i Fundacją Sapere Aude w Opolu II Forum Organizacji Młodzieżowych „Wspólnie dla Przyszłości”[68].
- W październiku 2012 organizacja rozpoczęła akcję „KoLiber dla Życia”, dotyczącą kwestii ochrony życia poczętego. W ramach tego projektu KoLiber zorganizował dotychczas m.in. ogólnopolską trasę amerykańskiego filmu o przesłaniu antyaborcyjnym „Każde życie jest cudem”. Inicjatywa ta została wyróżniona w konkursie organizowanym przez Fundację Narodowego Dnia Życia[69]. Od marca 2014 Stowarzyszenie organizuje w ramach projektu także konkurs artystyczny „Piękno życia od poczęcia”[70].
- We wrześniu 2012 KoLiber współorganizował w Warszawie protest w obronie praw Polaków na Litwie[71],
- W kwietniu 2012 organizacja wystąpiła w obronie Telewizji Trwam w związku z postępowaniem dotyczącym miejsca dla tej stacji na cyfrowym multipleksie. Stowarzyszenie weszło w skład komitetu organizującego w tej sprawie w Warszawie II Ogólnopolski Marsz w Obronie Wolnych Mediów[72].
- Zimą 2012 (a później także w latach 2018-19) Stowarzyszenie współorganizowało w różnych miastach protesty przeciwko porozumieniu ACTA[73].
- W listopadzie 2010 KoLiber rozpoczął akcję „Smoleńsk – chcemy prawdy”, organizując m.in. pikiety sprzeciwu wobec sposobu wyjaśniania okoliczności tragedii smoleńskiej i akcje informacyjne w tej sprawie[74].
- W 2003 Stowarzyszenie zorganizowało akcję pomocy dla księżnej Marii Krystyny Habsburg.

## Działacze Stowarzyszenia
Od początku istnienia organizacji, jej członkowie angażowali się w działalność polityczną w różnych partiach politycznych, m.in. w ramach Unii Polityki Realnej i bytów się z niej wywodzących, ale także Platformy Obywatelskiej, Prawa i Sprawiedliwości, Ruchu Narodowego, Polski Razem, Porozumienia, Ruchu Palikota czy ugrupowania Pawła Kukiza.
W wyborach samorządowych w 2002 i 2006 kilkunastu członków KoLibra zdobyło mandaty radnych w swoich miastach (głównie w Warszawie) startując z list PiS, PO i lokalnych komitetów. W 2006 członek stowarzyszenia Wojciech Bartelski z PO został wybrany burmistrzem dzielnicy Warszawa-Śródmieście, natomiast Stefan Traczyk wójtem gminy Celestynów (obaj uzyskiwali później reelekcję). W kolejnych latach członkowie Stowarzyszenia uzyskiwali mandaty radnych z ramienia różnych komitetów m.in. w Warszawie, Szczecinie, Gdyni, Wejherowie czy Opatówku.
W wyborach parlamentarnych w 2005 KoLiber poparł swoich kandydujących członków, spośród których Zbigniew Kozak został posłem z listy PiS, a były rektor SGH prof. Marek Rocki (PO) oraz dotychczasowa posłanka Dorota Arciszewska-Mielewczyk (PiS) zostali wybrani senatorami. Ponadto w trakcie kadencji mandat z ramienia PO objął inny członek Stowarzyszenia Andrzej Czuma, który sprawował następnie urząd ministra sprawiedliwości w rządzie Donalda Tuska. Spośród członków Stowarzyszenia KoLiber posłami byli również wybierani m.in. Przemysław Wipler z PiS, a następnie z Konfederacji, Magdalena Błeńska, Jakub Kulesza i Tomasz Rzymkowski z Kukiz’15, Paweł Lisiecki, Marcin Horała i Anna Gembicka z PiS, Andrzej Halicki i Marcin Kierwiński z PO, Tomasz Makowski z Ruchu Palikota czy Bronisław Foltyn z ramienia Konfederacji. W 2016 do Stowarzyszenia przystąpił urzędujący poseł Jacek Wilk.
W okresie drugiego rządu Mateusza Morawieckiego działacze KoLibra Anna Gembicka, Tomasz Rzymkowski, Marcin Horała, Piotr Mazurek, Piotr Patkowski sprawowali funkcje wiceministerialne w administracji rządowej (Anna Gembicka była również ministrem rolnictwa i rozwoju wsi w trzecim rządzie Mateusza Morawieckiego.

## Struktury
Stowarzyszenie zrzesza kilkuset członków działających w ramach kilkunastu oddziałów na terenie całej Polski. Zarząd główny (składający się z prezesa, dwóch wiceprezesów, skarbnika oraz sekretarza) jest wybierany przez Konwent na roczną kadencję.

### Oddziały
- Białystok
- Kalisz
- Kielce
- Kraków
- Siedlce
- Lublin
- Łódź
- Poznań
- Szczecin
- Trójmiasto
- Warszawa
- Rawicz
- Chełm Śląski
- Wrocław
- Głogów
- Leszno
- Gostyń
- Olsztyn

#### Prezesi Stowarzyszenia
- Stanisław Wojtera (styczeń 1999 – 2000)
- Jacek Szafader (2000 – maj 2001)
- Przemysław Wipler (maj 2001 – grudzień 2001)
- Stanisław Wojtera (grudzień 2001 – grudzień 2002)
- Adam Wojtasiewicz (grudzień 2002 – grudzień 2003)
- Marcin Kościukiewicz (grudzień 2003 – grudzień 2004)
- Paweł Podsiedlik (grudzień 2004 – grudzień 2005)
- Magdalena Murawska (grudzień 2005 – grudzień 2006)
- Jacek Spendel (grudzień 2006 – grudzień 2007)
- Karol Wyszyński (grudzień 2007 – maj 2008)
- Marek Morawiak (maj 2008 – grudzień 2009)
- Marcin Kamiński (grudzień 2009 – grudzień 2011)
- Seweryn Szwarocki (grudzień 2011 – grudzień 2012)
- Jakub Kulesza (grudzień 2012 – grudzień 2013)
- Marcin Bagiński (grudzień 2013 – kwiecień 2014)
- Adam Kondrakiewicz[80] (kwiecień 2014 – grudzień 2014)
- Tomasz Pułról (grudzień 2014[81] – grudzień 2015)
- Kamil Rybikowski (grudzień 2015[82] – grudzień 2016)
- Mikołaj Pisarski (grudzień 2016[83] – grudzień 2017)
- Robert Iwanicki (grudzień 2017 – grudzień 2018)
- Miłosz Jabłoński[84] (grudzień 2018 – październik 2019)
- Justyna Poświatowska (p.o. prezesa w okresie listopad 2019 – grudzień 2019)
- Karol Handzel (grudzień 2019 – luty 2021)
- Bartłomiej Baran (luty 2021 - luty 2022)
- Jan Walczuk (luty 2022 - maj 2023)
- Norbert Kustusz (maj 2023 - nadal)

### Członkowie honorowi Stowarzyszenia[85]
- Jeremi Mordasewicz (2005)
- Bronisław Wildstein (2005)
- Rafał Ziemkiewicz (2005)
- Roman Kluska (2006)
- Jan Pospieszalski (2006)
- Jan Winiecki (2006)
- Robert Gwiazdowski (2008)
- Maciej Rybiński (2008)
- Mart Laar (2009)
- Stanisław Michalkiewicz (2012)
- Jarosław Romańczuk (2014)
- Michał Lorenc (2016)
- ks. Jacek Gniadek (2019)
- ks. Tomasz Kancelarczyk (2019)
- Alojzy Lichtenstein (2019)
- Łukasz Warzecha (2019)